# Atheroides hirtellus
Atheroides hirtellus är en insektsart som beskrevs av Alexander Henry Haliday 1838. Enligt Catalogue of Life ingår Atheroides hirtellus i släktet Atheroides och familjen långrörsbladlöss, men enligt Dyntaxa är tillhörigheten istället släktet Atheroides och familjen borstbladlöss. Arten är reproducerande i Sverige. Inga underarter finns listade i Catalogue of Life.